# شالاش
شالاش الهه‌ای سوری بود که بیشتر در جایگاه همسر داگان، رئیس پانتئون ناحیه فرات میانی شناخته می‌شد. او از قبل در هزاره سوم پیش از دوران مشترک در ابلا و توتول پرستش می‌شد و بعداً آیین او در ماری نیز گواهی شد. او همچنین به پانتئون‌های بین‌النهرین و هوری وارد شد.
هم در متن‌های باستانی بین‌النهرین و هم در مطالعات جدید، ایجاد تمایز بین شالاش و الهه‌ای با نام مشابه، شالا، همسر خدای آب‌وهوا ایشکور /اداد در بین‌النهرین ، موضوع دیرینه‌ای است.

## نام
ریشه‌شناسی نام شالاش نامشخص است. بر اساس گواهی‌های موجود در متون ابلا، نظریه‌هایِ در مورد منشأ هوری را می‌توان رد کرد. با این حال، همانطور که آلفونسو آرچی اشاره کرده است، هیچ ریشه‌شناسی سامی قابل‌قبولی نیز وجود ندارد، همچنانکه در مورد دیگر خداییان سوری مانند کوبابا یا آشتابی. لوئیس فلیو پیشنهاد می‌کند که ممکن است از یک زبان زیرلایه ناشناخته سرچشمه گرفته باشد.
املای dsa-a-ša، dsa-a-sa و dša-la-ša در اسناد ابلا گواهی شده است.
در ماری در زمان بابلی باستان، این نام معمولاً به صورت لوگوگرافی به صورت dNIN.HUR.SAG.GA نوشته می‌شد. همچنین ممکن است متونی از همان شهر که نینلیل و نینکوگی را ذکر کرده‌اند به شالاش اشاره داشته باشد.
در یازلیکایا، این نام به هیروگلیف به صورت (DEUS)sa-lu-sa نوشته شده است. املای Shalush نیز از متون هوری شناخته شده است.
در امار نام همسر داگان به صورت dNIN.KUR نوشته شده بود که فرض می‌شود بسطی از نگارش لوگوگرافیِ مرسومِ نام خودش، dKUR، باشد. پیشنهاد شده است که این خدا را می‌توان با شالاش شناسایی کرد و کاتبان غربی، بر اساس معانی مشابه اسامی، با dNIN.KUR به عنوان مترادف dNIN.HUR.SAG.GA رفتار می‌کردند. الهه‌ای به نام نینکور نیز از فهرست‌های خدای بین‌النهرین شناخته می‌شود، اگرچه او در آنجا در عوض یکی از اجداد انلیل است.